# Klakebäck
Klakebäck är en ort, belägen utefter länsväg K 751 i Torhamns socken i Karlskrona kommun. Mellan 2015 och 2020 avgränsade SCB här en småort.